# 环癸烯
环癸烯（化学式：C10H18）是十个碳的环烯烃。

## 性质
环癸烯具有烯烃的通性，如可以发生臭氧化反应、和卤素的加成反应、环氧化反应等。